# پدر عزب (فیلم)
پدر عزب (به هندی: Kunwara Baap) یا پدر مجرد فیلمی محصول سال ۱۹۷۴ و به کارگردانی محمود علی است. در این فیلم بازیگرانی همچون محمود علی، مکی علی، وینود مهرا، لالیتا پاوار، نظیر حسین و سانجیو کومار ایفای نقش کرده‌اند.